# Универзална инстанцијација
Универзална инстанцијација, или елиминација универзалног квантификатора јесте математичко и логичко правило које налаже да, уколико сви елементи неког универзума имају неко својство, тада сваки од тих елемената има то исто својство. Универзална инстанцијација се да представити и као:
Сваки објекат неке групе има особину .
Објекат v је објекат те групе.
Дакле, објекат v има особину .
Записано у нотацији математичке логике, ово правило гласи:
{\displaystyle \forall xP(x)}

{\displaystyle v}

{\displaystyle {\frac {~~~~~~~~~~~~}{P(v)}}(\forall x_{E})}.
Важно је нагласити да уколико неки одређени објекат испуњава својство које испуњавају сви објекти неке групе објеката, то не значи нужно да и он сам припада тој групи.

## Примери
1)
Сви студенти математике студирају математику.
Петар је студент математике.
Дакле, Петар студира математику.
2)
Свако ко једе сладолед од чоколаде ужива.
Милица једе сладолед од чоколаде.
Дакле, Милица ужива.
(Али ово не значи да уколико Милица ужива, она мора да једе сладолед од чоколаде — њено уживање је можда подстакнуто нечим другим.)